# Afroamericans a Alabama
Els afroamericans d'Alabama són els residents a l'estat d'Alabama que tenen avantpassants afroamericans. Segons el cens de 2015, els afroamericans eren el 26,8% del total de la seva població, la gran majoria dels quals eren descendents d'antics esclaus que els van portar del Centre i de l'Oest d'Àfrica durant el comerç d'esclaus atlàntic. El total de la població d'Alabama el juliol de 2015 era de 4.858.979 habitants. Segons això, hi hauria aproximadament 1.302.200 afroamericans a Alabama.
L'estat d'Alabama destaca perquè ha estat un dels estats estatunidencs en el que ha destacat més la lluita per als drets civils dels afroamericans.

## Història

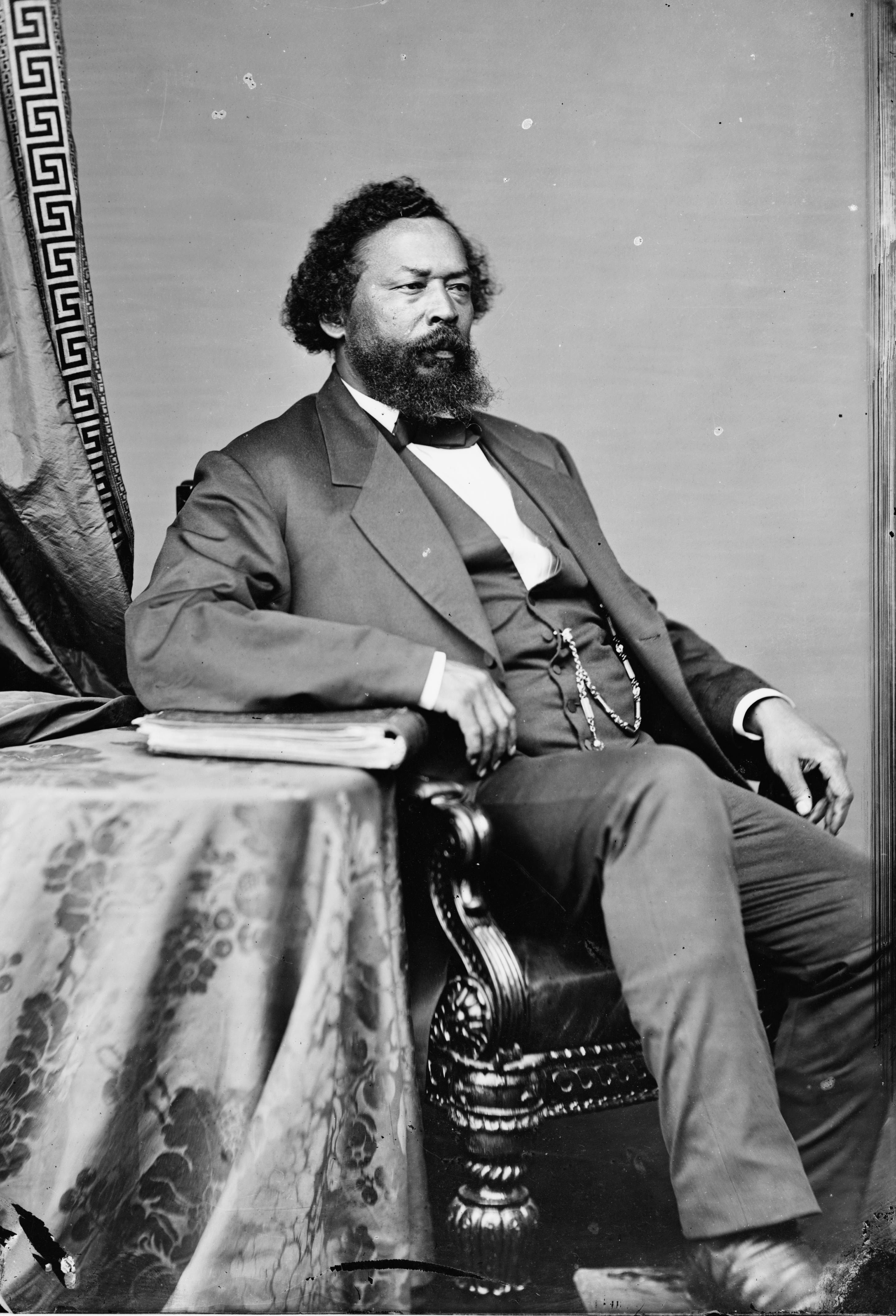
Benjamin S. Turner. Primer congressista negre d'Alabama.

Tot i que la Constitució d'Alabama de 1868 intentava garantir els drets dels afroamericans després de la Guerra Civil dels Estats Units, aquests es van veure amb moltes dificultats i van patir forts greuges racials. Tot i aquestes circumstàncies negatives, durant la dècada de 1870 hi va haver tres congressistes afroamericans a Alabama: Benjamin S. Turner, James T. Rapier i Jeremiah Haralson. El 1874 les escoles eren segregades i, segons Horace Mann Bond, les escoles públiques dels nens blancs tenien un pressupost per alumne superior que les escoles negres. Aquesta diferència es va ampliar al 1891 quan es va permetre a les autoritats educatives locals distribuir els fons com volien; per exemple, Bond demostrà que, per exemple al Comtat de Wilcox, en el que els alumnes afroamericans representaven més de cinc sisenes parts del total dels estudiants, a les escoles dels nens negres no s'hi va incrementar els diners destinats entre el 1890 i el 1930, mentre que la inversió a les escoles dels nens blancs en el mateix període es va incrementar més del 17%. L'educació dels infants negres es va orientar a una educació industrial perquè eren els afroamericans eren vistos pels industrals i amos de plantacions com a força laboral barata.

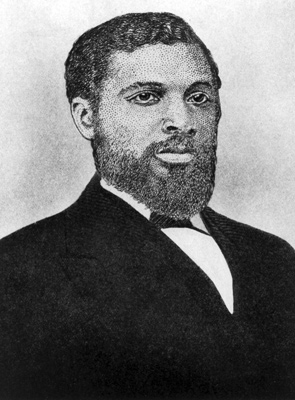
James T. Rapier. Congressista per Alabama del Congrés dels Estats Units

Entre les primeres institucions educatives superiors per a alumnes afroamericans destaquen: l'institut privat Lincoln Normal School a Montgomery (1866) (posteriorment es convertiria en la Universitat Estatal d'Alabama), destinat a alumnes afroamericans; el 1881 es va fundar el Tuskegee Institut per tal que els alumnes afroamericans no marxessin del Comtat de Macon. Booker T. Washington en va ser el seu primer director i hi va dedicar fons importants, ja que creia en el valor de l'educació dels nens afroamericans; i la Huntsville Normal School (en l'actualitat, Universitat Alabama A&M) es va inaugurar al 1875.
A la dècada de 1890 van destacar dos diputats estatals del Populist Party to Congres, partit que unia afroamericans i blancs pobres. Després, aquest partit es va desintegrar degut al seu intent fallit de fusionar-se amb el Partit Demòcrata. A partir d'aquest moment, per assegurar-se la supremacia blanca, es van incloure taxes per a poder votar i els votants havien d'aprovar exàmens sobre parts de la Constitució dels Estats Units. Aquests exàmens eren subjectius i no eren els mateixos els que havien de superar el blancs o els negres. Amb aquestes innovacions, es va passar d'aproximadament 80.000 votants negres a 1.000 votants negres. En aquesta nova Constitució estatal de 1901 també es van prohibir els matrimonis interracials, llei que, tot i que no s'aplicava des de finals del segle xx, no fou erradicada fins al referèndum del 2000.
Amb l'augment de la discriminació racial, també van ascendir els casos de linxaments d'afroamericans. Segons l'Institut de Tuskegee, entre 1882 i 1968 hi va haver 299 casos de linxament d'afroamericans a Alabama, sobretot degut a l'acusació d'haver exercit violència contra dones blanques.

### Segle XX
El març de 1931 hi va haver un dels casos més destacats de la injustícia contra els afroamericans a Alabama. És el cas dels Scottsboro Boys. Dues noies blanques van ser violades i es va acusar nou nois negres, entre 13 i 19 anys d'aquest atac. Només en 15 dies, tots els nois negres foren apresats i jutjats (a excepció del més jove) a mort. Aquest cas va arribar a l'esfera internacional perquè el NAACP i el Partit Comunista van fer-ho públic. A més, el diari lliberal The Richmond Times-Dispatch va defensar la causa dels nois de Scottsboro. Posteriorment, al 1933, Ruby Bates, un dels acusadors, va testificar que les violacions mai havien existit i el 1932, el Tribunal Suprem dels Estats Units va ordenar un nou judici. Tot i això, els càrrecs contra quatre dels acusats no foren refusats fins al 1937 i no fou fins al 1950 quan l'últim acusat fou considerat innocent. La pel·lícula Heavens Fall de 2006 (traduïda al castellà com Los chicos de Scottsboro) és una adaptació sobre aquest cas.

#### Activisme afroamericà posterior a la Segona Guerra Mundial
La participació de molts afroamericans d'Alabama en la Segona Guerra Mundial va impulsar-los a lluitar per als drets civils del seu poble. Molts pilots afroamericans es van entrenar a l'Institut de Tuskegee; aproximadament uns 3000 afroamericans d'aquesta institució van participar en la Segona Guerra Mundial. A l'entorn d'aquest institut va emergir una classe mitja de professionals negres que van poder lluitar per als drets civils.
- El professor de ciències polítiques, Charles Gomillion va actuar contra l'intent que els negres del Comtat de Macon no poguessin votar a les eleccions locals de 1957 promovent un boicot de consum dels negocis dels blancs. A més a més, va guanyar el cas Gomillion vs Lightfoot, en el que el Tribunal Superem dels Estats Units va considerar inconstitucional la legislació de vot de l'estat d'Alabama.[4]

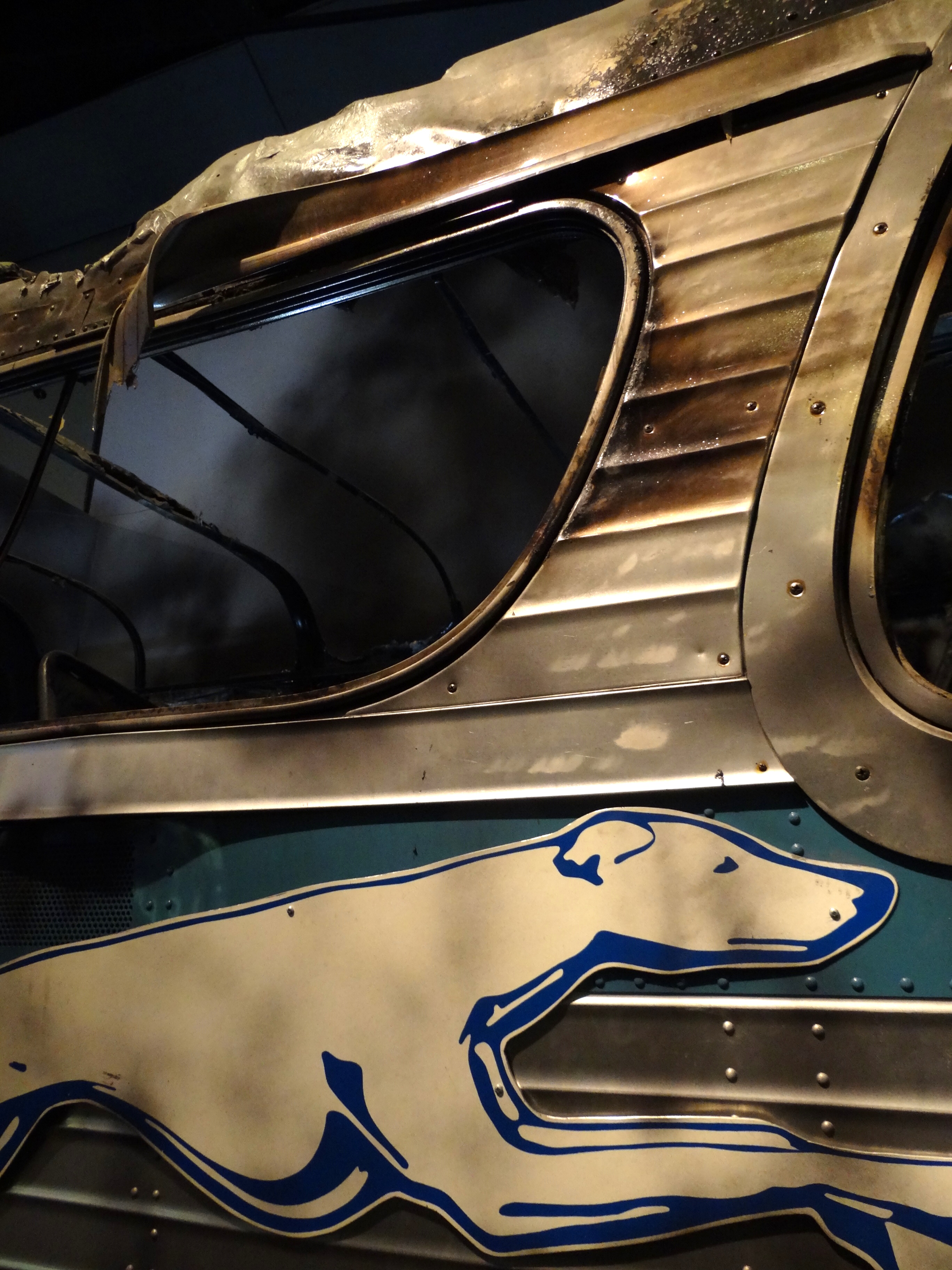
Recreació de l'autobús de Greyhound bombardejat durant els Freedom Rides

- Recreació de l'autobús de Greyhound bombardejat durant els Freedom RidesEntre el desembre de 1955 i el desembre de 1956 es va organitzar un boicot als autobusos de Montgomery.[6] Això succeí després que Rosa Parks fou arrestada l'1 de desembre de 1955 per violar l'ordenança de segregació al transport públic quan es va asseure en un seient destinat als blancs. El principal organitzador d'aquest boicot fou el jove Martin Luther King que llavors era pastor a l'església baptista de l'avinguda Dexter de Montgomery. El desembre de 1956, la Cort Suprema dels Estats Units va decidir que l'ordenança de segregació era il·legal. Això propulsà al reverend King que a l'any següent va crear la Southern Christian Leadership Conference (SCLC) que utilitzava el model de les protestes no violentes seguint el cas de Montgomery.[4] El 1954, la Cort Suprema dels Estats Units ja havien prohibit la segregació racial en les escoles de tot el país, llei que alguns blancs d'Alabama van esquivar educant els seus fills a les seves llars o creant escoles privades.
- Al 1956 es va prohibir la segregació racial a les universitats i Autherine Lucy fou la primera afroamericana que es va matricular a la Universitat d'Alabama a Tuskaloosa. Aquesta, però, fou expulsada de la universitat després de greus manifestacions dels estudiants blancs, apel·lant a la seva seguretat. Posteriorment, quan ella va criticar la seva universitat per haver-la expulsat, fou expulsada novament per insoburdinació.[4]
- El 1956 el fiscal general d'Alabama (que posteriorment seria el governador de l'estat), John Patterson va tenir una aparent victòria contra el moviment per als drets civils dels afroamericans: es va prohibir les activitats del NAACP a l'estat d'Alabama. Tot i això, el seu paper fou reprès pel SCLC i el Moviment Cristià d'Alabama per als Drets Humans del reverend Fred Shuttlesworh, la rectoria del qual fins i tot fou bombardejada el mateix any.[4]

#### Dècada de 1960

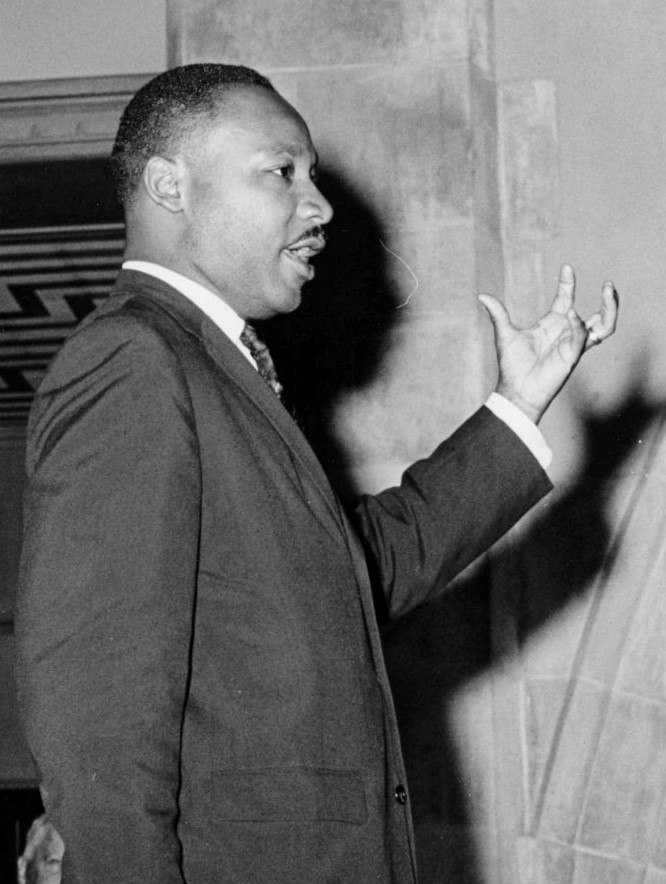
Martin Luther King Jr. al 1963

A la dècada de 1960 van destacar les següents organitzacions en la lluita per als drets humans dels afroamericans a Alabama: el Congress of Racial Equality (CORE) i el Student Nonviolent Coordinating Committee (SNCC).
- Al 1961, el CORE va organitzar els Freedom Rides en els que afroamericans del nord dels Estats Units viatjaven cap els estats del sud per a comprobar si les lleis contra la segregació eren efectives. El 14 de maig membres del Ku Klux Klan van atacar amb bombes incendiàries un dels autobusos a Anniston.[7] Després, un altre autobús també fou atacat Birmingham per membres del KKK ajudats per la policia local.[8] El 20 de maig un autobús dels Freedom Rides viatjà cap a Montgomery escortat per cotxes patrulles. Però, quan van arribar a la terminal d'autobusos, els policies havien desaparegut i van aparéixer centenars de persones del KKK cridant Get the niggers! i van atacar l'autobús i els seus ocupants amb bats de bèisbol i ampolles de vidre després que trenquessin les càmeres de fotos dels reporters que hi havia. Després d'atacar els participants del Freedom Ride, els membres dels KKK van continuar atacant altres negres pels carrers de la ciutat.[8][9]

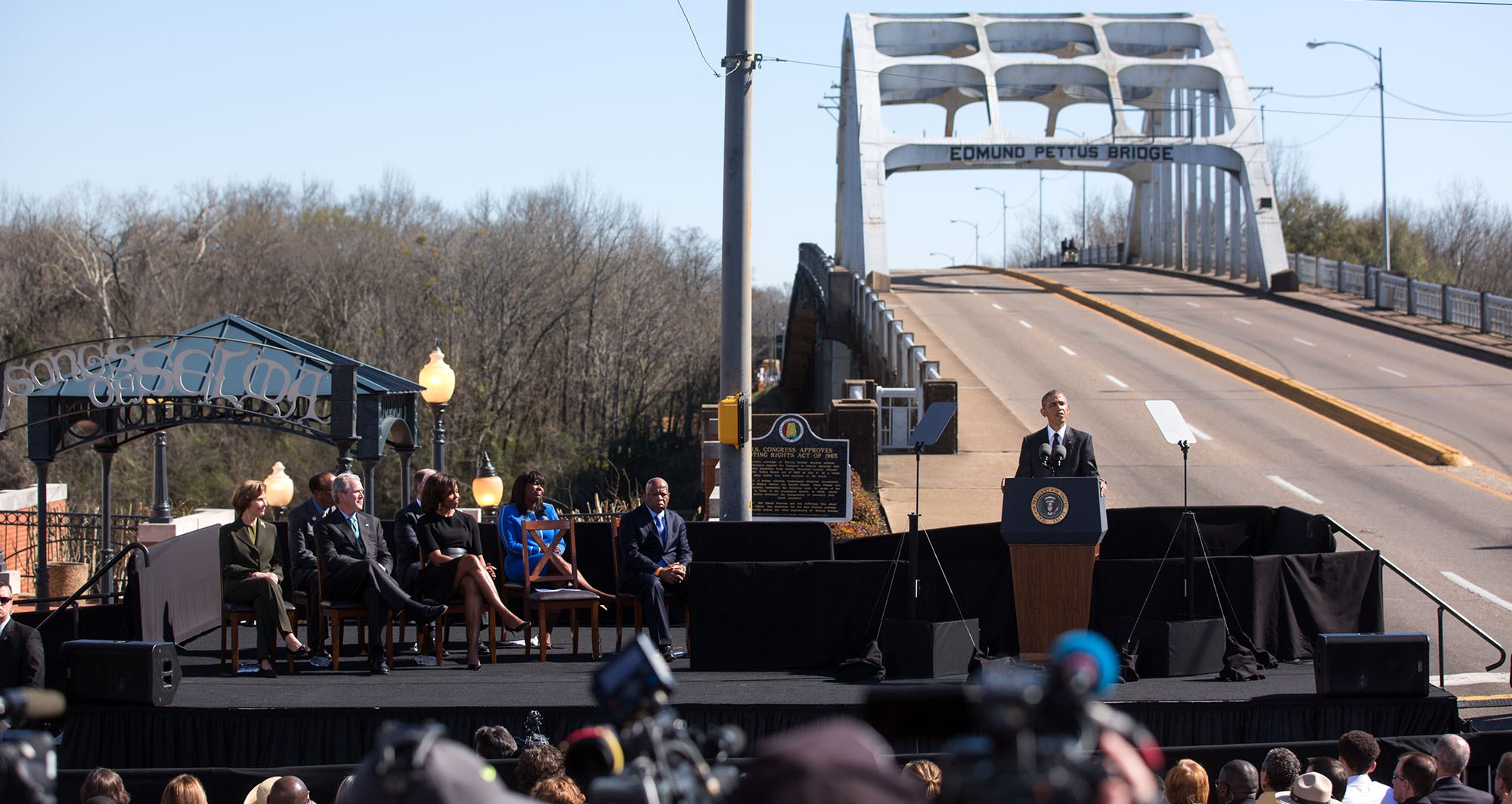
El president Obama en el 50è aniversari de la Marxa de Selma.

- El president Obama en el 50è aniversari de la Marxa de Selma.Martin Luther King va decidir que utilitzaria gran part dels recursos del SCLC a lluitar contra la segregació a la ciutat de Birmingham, que era considerada la ciutat més racista d'Amèrica.[10] A aquí hi continuava la segregació racial en els parcs, piscines i no hi havia negres policies ni bombers. Després que King i els seus seguidors fessin boicot als comerços que no tenien treballadors negres, a finals d'abril de 1963 King i Shuttlesworth foren empresonats. A principis de maig, quan molts estudiants afroamericans es van manifestar, Connor, el cap de la policia va ordenar que se'ls ataqués. Com que aquest fet va tenir cobertura televisiva nacional, el president John Fitzgerald Kennedy va legislar la Civil Rights Act of 1964 i Luther King va fer que la Cambra de Comerç de Birmingham prometés el final de la segregació a les botigues. Aquest triomf fou celebrat per Luther King a la Marxa sobre Washington de l'agost de 1963 en la seva famosa proclama de Jo tinc un somni. Tot i això, el setembre del mateix any l'església baptista del carrer 16 de Birmingham va patir un atac amb una bomba.[10]
- El març de 1965 hi va haver la última gran confrontació entre els afroamericans i els segregacionistes: les Marxes de Selma a Montgomery.[6] Luther King va decidir confrontar el racisme contra els negres al Comtat de Dallas. A aquí, només el 13% dels afroamericans amb dret a vot s'havien registrat per a fer-ho. Per això, Martin Luther King va organitzar una marxa de Selma a Montgomery per a reclamar una llei federal sobre el dret a votar dels afroamericans. El 7 de març, quan la marxa passava pel pont Edmunt Pettus, als afores de Selma, personal del sheriff James Clark va atacar els 600 manifestants que marxaven i els van aturar violentament. Aquests dia fou conegut com el diumenge negre.[10] El 21 de maig, ja amb Martin Luther King, van començar a marxar 3200 persones, tot i que quan van arribar a Montgomery el dia 25 ja eren 25.000.[6] L'assassinat de Viola Liuzzo, una mestressa de casa que va portar voluntàriament a manifestants de tornada cap a Selma en mans de persones del KKK va provocar que el president Lyndon Baines Johnson promogués el vot de la llei del Voting Rights Act of 1965.[10]

#### Després de la dècada de 1960

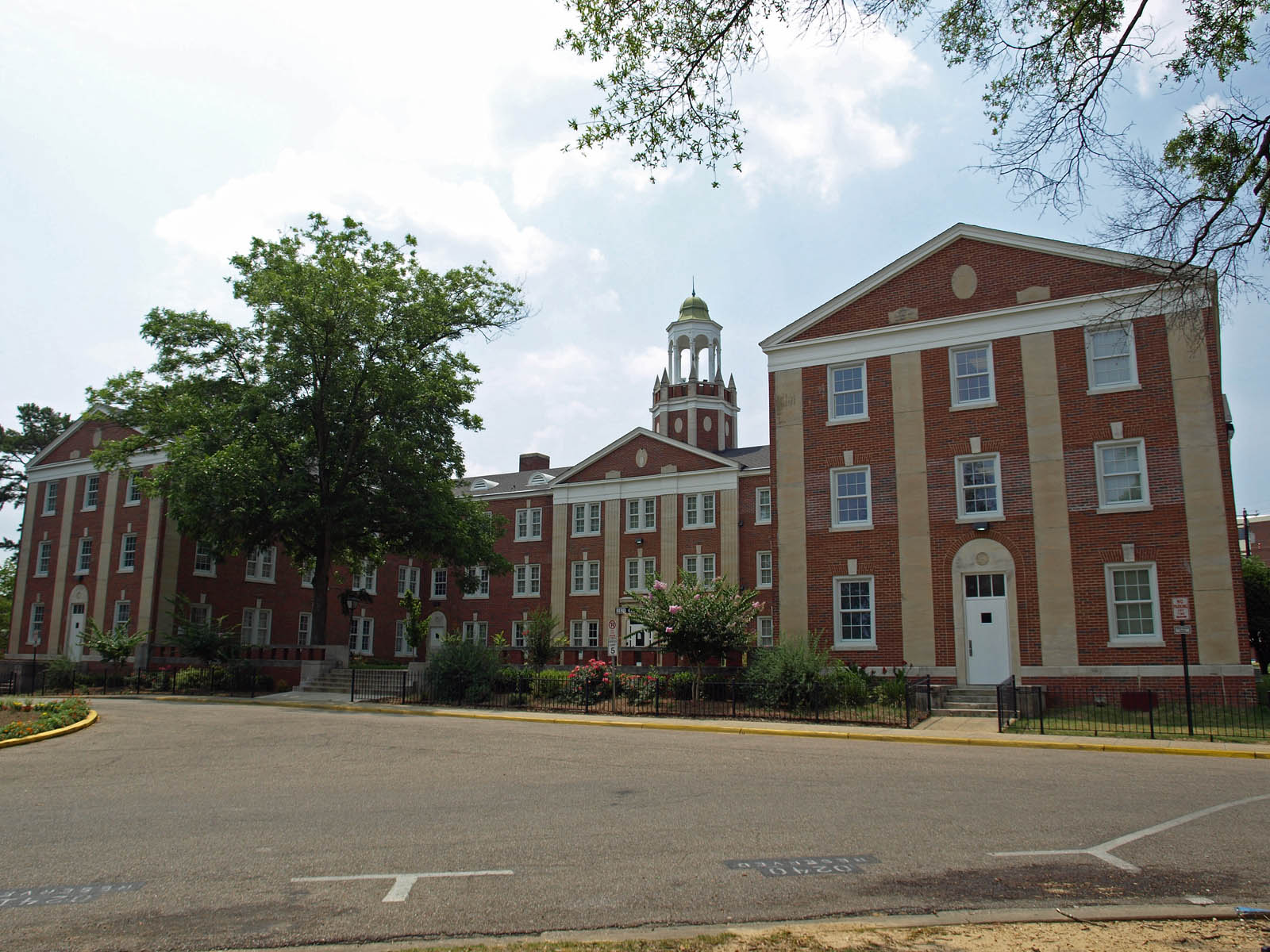
Universitat Estatal d'Alabama. Bibb Graves Hall

El 1979 fou elegit el primer alcalde negre de Birmingham. El 1974 hi havia vuit alcaldes negres en municipis d'Alabama i el 2007 ja n'hi havia 53. Entre el 1993 i el 2003, Earl Hilliard fou l'únic congressista negre que representava Alabama al Congrés dels Estats Units; aquest fou succeït pel també afroamericà Artur Davis.
Després de la dècada de 1960, però, hi ha continuat habent episodis racistes a l'estat d'Alabama. Tot i que més del 25% de la població d'Alabama és afroamericana, els estudiants negres de la Universitat d'Alabama només representen el 11% del seu total i els de la Universitat d'Auburn només en són el 8,2%. Ja al segle xxi, la Universitat d'Alabama ha lluitat contra la segregació en les fraternitats de la mateixa. Al mateix temps, hi ha universitats majoritàriament amb estudiants negres com la Universitat Estatal d'Alabama (89%) i la Universitat d'Alabama A&M (87%).

## Població

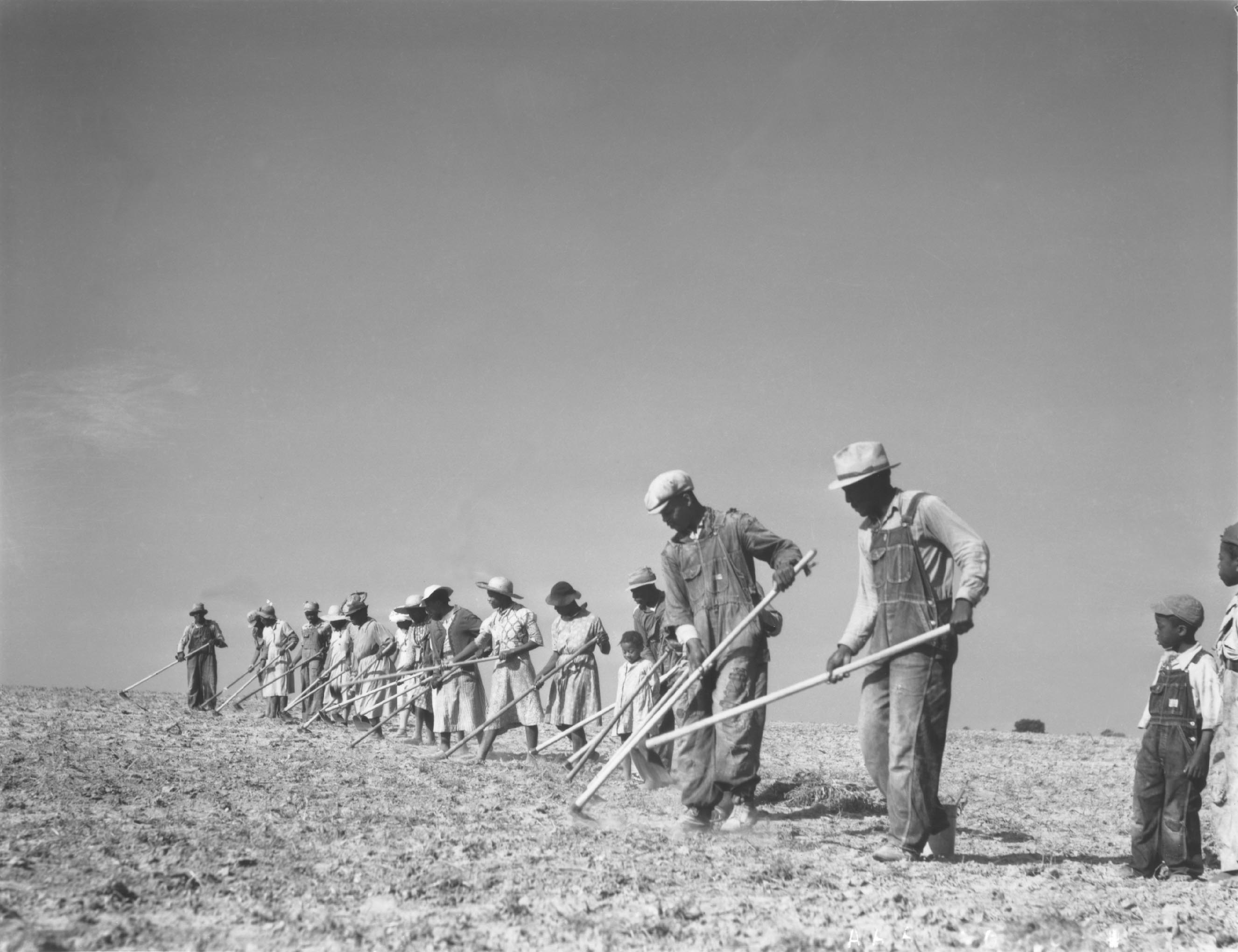
Agricultors negres en una plantació del Comtat de Macon el 1940

El 26,2% del total de la població d'Alabama són negres o afroamericans. Segons això, hi hauria aproximadament 1.302.200 afroamericans a Alabama
Les poblacions amb una percentatge de població d'afroamericans més alt d'Alabama són Fort Davis, al Comtat de Macon (96,8%) (és la setena població dels Estats Units amb un percentatge de població afroamericana més alt), Lower Peach Tree, al Comtat de Wilcox (95,92%) i Tuskegee Institute (95,02%). Alberta, Boykin, Sunflower, Tuskegee i Uniontown també són ciutats el percentatge d'afroamericans sobre el total de la seva població supera el 90%. Hi ha 21 ciutats més que tenen un percentatge d'afroamericans de més del 80% de la seva població total.
Les ciutats més importants amb el percentatge d'afroamericans sobre el total de la seva població més elevat són Selma (62,24% de 39.188 habitants), Montgomery (49,18% de 210.386 habitants), Bessemer (44,83% de 70.822 h.), Mobile (42,76% de 273.843 h.), Birmingham (42,19% de 494.275 h.), Tuscaloosa (40,17% de 98.675 h.) i Huntsville (29,32% de 173.855 h.). La ciutat amb un número més alt de negres en termes absoluts és Birmingham, en la que n'hi ha 208.534, que representen el 16% del total d'afroamericans de tot l'estat d'Alabama.
A Alabama, així mateix, hi ha 28 poblacions en les que no hi viu cap afroamericà. Les ciutats importants amb un percentatge de població afroamericana més baix respecte la seva població total són: Cullman (0,17% de 40.233 habitants), Boaz (0,56% de 22.609 h.), Albertville (1,5% de 25.269 h.) i Fort Payne (3,3% de 18.195 h.). Hi ha 159 poblacions (de 514 totals) en les que menys d'un 5% del total de la seva població són negres i hi ha 213 ciutats a on en són menys del 10%.
Els comtats amb un percentatge d'afroamericans més alt respecte al total de la seva població són el Comtat de Macon (81,5% del total de la seva població) i el Comtat de Greene (80,2%). Els altres comtats més de la meitat de la seva població total dels quals són negres són: el Comtat de Sumter (73,5%), el Comtat de Lownes (73,1%), el Comtat de Wilcox (71,2%), el Comtat de Bullock (69,9%), el Comtat de Dallas (69,6%), el Comtat de Perry (67,6%), el Comtat de Hale (57,9%), el Comtat de Montgomery (56,3%) i el Comtat de Marengo (51,1%). Al contrari, els comtats d'Alabama en els que menys del 10% de la seva població total són negres són: el Comtat de Winston (0,9%), el Comtat de Cullman (1,4%), el Comtat de Blount (1,8%), el Comtat de DeKab (2%), el Comtat de Marshall (2,3%), el Comtat de Jackson (3,4%), el Comtat de Cleburne (3,6%), el Comtat de Marion (4,2%), el Comtat de Franklin (4,3%), el Comtat de Cherokee (4,5%), el Comtat de Walker (6,2%), el Comtat de Saint Clair (9,3%), el Comtat de Baldwin (9,5%) i el Comtat de Geneva (9,8%). En general, els comtats en els que el percentatge de negres és inferior estan situats al nord d'Alabama (excepte del Comtat de Jefferson, en el que hi ha la ciutat més poblada de l'estat, Birmingham) i els comtats a on hi ha una proporció més alta de població negre estan situats a tota la franja del centre-sud de l'estat, a l'altura del comtat de Montgomery, que és a on hi ha la capital de l'estat.
En termes absoluts, el comtat en el que hi ha més afroamericans és el comtat de Jefferson (és el més poblat de l'estat), en el que 281.823 d'un total de 658.466 persones són negres. El segon és el comtat de Montgomery, en el que 129.131 d'un total de 229.363 persones són afroamericans.

## Personalitats notables
- Charles Octavius Boothe (1845-1924). Religiós, professor, escriptor i activista.[14]
- Oscar William Adams Jr. (1925-1997). Advocat. Primer afroamericà membre de la Cort Suprema de Justícia d'Alabama.[15]
- Trudier Harris (1948-). Crítica cultural, escriptora i historiadora.[16]
- Albert L. Murray (1916-2013). Músic, escriptor i crític literari.[17]
- Amelia Boynton Robinson (1911-2015). Activista pels drets civils.[18]
- Monroe Nathan Work (1866*1945). Sociòleg i activista pels drets civils.[19]